# Шенкани
Шенкани (арм. Շենկանի) — село в Арагацотнской области Армении.

## География
Село расположено в северной части марза, к северо-востоку от горного массива Арагац, на расстоянии 44 километров к северо-западу от города Аштарак, административного центра области. Абсолютная высота — 2135 метров над уровнем моря.
Климат
Климат характеризуется как умеренно холодный, влажный (Dfb в классификации климатов Кёппена). Среднегодовая температура воздуха составляет 3,8 °C. Средняя температура самого холодного месяца (января) составляет −8,1 °С, самого жаркого месяца (августа) — 15 °С. Расчётная многолетняя норма атмосферных осадков — 557 мм. Наибольшее количество осадков выпадает в мае (97 мм).

## Население
| Год переписи | Население          | Население          | Население          | Население            | Население            | Население            |
| Год переписи | Наличное население | Наличное население | Наличное население | Постоянное население | Постоянное население | Постоянное население |
| Год переписи | Всего              | Мужчины            | Женщины            | Всего                | Мужчины              | Женщины              |
| ------------ | ------------------ | ------------------ | ------------------ | -------------------- | -------------------- | -------------------- |
| 2001         | 187                | 97                 | 90                 | 192                  | 101                  | 91                   |
| 2011         | 160                | 85                 | 75                 | 255                  | 145                  | 110                  |